# Swanhilda z Ungarnmarku
Swanhilda z Ungarnmarku (Swanhilde von der Ungarnmark; úmrtí 1120) byla rakouská markraběnka.

## Život
Byla dcerou Sigharda VII. z Ungarnmarku a jeho manželky Philihild. Stala se druhou manželkou Arnošta, markraběte rakouského, který byl členem rodu Babenberků. Neměli spolu žádné děti.
Zemřela roku 1120.